# Автомагістраль М77 (Велика Британія)
Автомагістраль M77 — автомагістраль у Шотландії. Вона починається в Глазго на автомагістралі M8 біля Кіннінг-Парку і закінчується поблизу Кілмарнока у Фенвіку, перетворюючись на двопроїзну дорогу A77. У 2005 році були внесені зміни, які відокремили смугу на автомагістралі M8 майже до Кінгстонського мосту, яку в січні 2006 року було продовжено на сам міст. Вона утворює найпівнічнішу частину магістральної дороги A77, яка з’єднує Глазго зі Странраром на південному заході Шотландії. (Сам A77 продовжує рух до Портпатріка в Дамфріс і Галловей).

## Історія
Оригінальний M77 був коротким 2.4 км відгалуження, яке бере рух від автомагістралі M8 у районі Кіннінг-Парк у Глазго, закінчується на кільцевій розв’язці на Дамбрек-роуд поблизу парку Беллах’юстон, хоча до цього була невикористана відгалуження приблизно до телефонної станції Айброкс на Гауер-стріт.
Велика кількість аварій і проблем із забрудненням у приміських містах Гіфнок і Ньютон-Мірнс через приміський рух і великовагові вантажівки (A77 є основним маршрутом поромів, що прямують до Північної Ірландії ), призвели до будівництва розширення автомагістралі в 1994 р. в обхід цих територій, який було відкрито в 1997 р. Цьому запекло протистояли екологи, які створили табір протесту на дорозі, оскільки це означало, що автомагістраль перетинає історичний парк Поллок Кантрі. Погодження на розширення було надано, і будівництво почалося. Погрозливий візит у 1995 році до протестувальників «Поллок Фрі Стейт» члена парламенту від Консервативної партії Аллана Стюарта (тоді депутата від Іствуда, виборчого округу, включно з Ньютоном Мірнсом, який мала обійти нова дорога), у супроводі свого сина з пневматичною зброєю., призвело до політичного пострілу в ногу, що сприяло його подальшій відставці та штрафу для його сина в суді шерифа Пейслі. Консерватори втратили місце Іствуда на наступних виборах у 1997 році.
Остання модернізація була розпочата в 2003 році і передбачала подовження M77 ще на 14 км на південь до села Фенвік поблизу Кілмарнока. Це замінило небезпечну 4-смугову односмугову проїжджу частину A77, яка скоротилася до двосмугової односмугової дороги на повороті на північ від дуже різкого повороту на Мірнс-роуд і перехрестя A77/B764 (Іглшем) (що спричинило небезпечні черги транспортних засобів). на зовнішній смузі на повороті для в’їзду на B764 з півдня), які були схильні до смертельних аварій. Схема також включала південну орбіту Глазго (GSO), яка оминає дорогу B764 Eaglesham Moor Road до East Kilbride. Це також призвело до закриття розв'язки 5 на його попередньому місці в Маллетшеу та створення нової розв'язки 5 трохи південніше в Мейденхілл. Стара під'їзна дорога все ще існує, але закрита. Роботи були завершені у квітні 2005 року.